# Мізда
Мізда (Mizda, Mesdah, Mizdah, араб. مزدة) — місто у муніципалітеті Ель-Джабал-ель-Ґарбі, Лівія. Населення — 23 014 осіб (на 2010 рік). Відстань до Триполі — 164 км.

## Клімат
Клімат міста близький до аридного. Протягом року в місті практично немає опадів. Середньорічна температура в місті — 20.0 °C. У рік випадає близько 77 мм опадів. Найпосушливіший місяць — липень з опадами 0 мм. Більша частина опадів випадає у жовтні, у середньому 14 мм.
Найтепліший місяць року — липень з середньою температурою 28.9 °C. Середня температура у січні — 10.0 °C. Це найнижча середня температура протягом року.
Різниця між кількістю опадів — 14 мм. Середня температура змінюється протягом року на 18.9 °C.

## Історія
До 2007 року місто було столицею однойменного муніципалітету.

## Громадянська війна у Лівії
Під час Громадянської війни у Лівії був місцем запеклих боїв і регулярно переходив з рук в руки. У Мізді розташована велика військова база лівійських збройних сил31°25′29″ пн. ш. 12°56′54″ сх. д. / 31.42472° пн. ш. 12.94833° сх. д..